# Valencia (Califòrnia)
Valencia és una ciutat situada en el Comtat de Los Angeles (Califòrnia), en la zona nord-est de la vall de Santa Clarita. En 1987 va ser una de les quatre ciutats juntament amb Saugus, Newhall i Canyon Country que van crear la ciutat de Santa Clarita.
La ciutat va ser planificada i creada entre les dècades de 1960 i 1990 per l'empresa Newhall Land Company. El seu paisatge destaca pels seus bulevars que uneixen la zona urbanitzada amb centres comercials i els magatzems de les empreses. Un altre dels elements més característics són els passos elevats que permeten als vianants caminar per la ciutat sense haver de creuar els carrers.

## Infraestructura educativa
Al nucli de València hom troba l'Institut de les Arts de Califòrnia, on s'imparteixen estudis artístics a nivell universitari. Entre els seus alumnes hi ha professionals com ara Tim Burton, Stephen Hillenburg, Brad Bird, Eric Darnell, Edward Allen Harris…